# Comté de Harrison (Virginie-Occidentale)
Pour les articles homonymes, voir Comté de Harrison et Harrison.
Le comté de Harrison est un comté des États-Unis situé dans l’État de Virginie-Occidentale. En 2000, la population était de 68 652 habitants. Son siège est Clarksburg. Le comté a été créé en 1784 à partir du comté de Monongalia et nommé en l'honneur de Benjamin Harrison V, père du président américain William Henry Harrison et arrière-grand-père du président américain Benjamin Harrison.

## Principales villes
- Anmoore
- Bridgeport
- Clarksburg
- Despard
- Enterprise
- Lost Creek
- Lumberport
- Nutter Fort
- Salem
- Shinnston
- Stonewood
- West Milford